# Sveriges ambassad i London
Sveriges ambassad i London, formellt Konungariket Sveriges ambassad till Hovet vid Saint James, är Sveriges diplomatiska beskickning i Storbritannien som är belägen i landets huvudstad London. Beskickningen består av en ambassad, ett antal svenskar utsända av Utrikesdepartementet (UD) och lokalanställda. Ambassadör sedan 2023 är Stefan Gullgren.

## Ambassaden
Ambassadens uppgift är att representera Sverige och den svenska regeringen i Storbritannien och att främja Sveriges intressen. Omkring 25 personer arbetar på den svenska ambassaden i London. 10 stycken är utsända från UD och tre från andra huvudmän. Utöver ambassadören, som är chef på ambassaden, finns där också ett kulturråd och en försvarsattaché. Ett tiotal tjänstemän är lokalanställda. I Storbritannien finns representation från Exportrådet, VisitSweden, två svenska kyrkor (varav en i London), Svenska handelskammaren och många kulturutövare och journalister som ambassaden samarbetar med. Det finns även svenska konsulat på flera orter i Storbritannien som lyder under ambassaden.

## Fastighet
Ambassadkansliet ligger sedan 1983 i stadsdelen Marylebone. Fastigheten, som uppfördes 1957 och var tidigare en judisk skola, har fem våningar samt källarplan. Två gästlägenheter finns på översta våningen och en personalbostad. På källarplanet finns förutom tekniska utrymmen även en stor samlingssal. Ambassadkansliet är i fyra våningsplan. Lokalerna totalrenoverades och anpassades till ambassadens behov 1983.
- Byggår: 1957
- Arkitekter: F R S Yorke, E Rosenberg, C S Mardall, Ombyggnad 1983: Dennis E Saundery (England) och Björn Hultén (Sverige)
- Besöksadress: 11, Montagu Place, London W1H 2AL, United Kingdom
- Hyresgäst: Utrikesdepartementet, Sweden House
- Förvaltare: Statens fastighetsverk

## Beskickningschefer
| Namn                                  | Period    | Funktion                                  |
| ------------------------------------- | --------- | ----------------------------------------- |
| Dionysius Beurraeus                   | 1558–1561 | ?                                         |
| Jakob Spens                           | 1629–1632 | ?                                         |
| Christer Bonde                        | 1656–1657 | ?                                         |
| Christoffer Leijoncrona               | 1703–1710 | Envoyé                                    |
| Carl Gyllenborg                       | 1710–1715 | Resident                                  |
| Carl Gyllenborg                       | 1715–1717 | Minister                                  |
| Carl Sparre                           | 1719–1720 | Envoyé                                    |
| Carl Sparre                           | 1720–1736 | Extra ordinarie minister plénipotentiaire |
| Carl Magnus Wasenberg                 | 1736–1741 | Chargé d’affaires                         |
| Carl Magnus Wasenberg                 | 1741–1743 | Minister                                  |
| Caspar Joachim Ringwicht              | 1744–1748 | Minister                                  |
| Edvard Carleson                       | 1748–1757 | Envoyé                                    |
| Gustaf Adam von Nolcken               | 1763–1787 | Envoyé                                    |
| Gustaf Adam von Nolcken               | 1787–1792 | Extra ordinarie minister plénipotentiaire |
| Lars von Engeström                    | 1793–1795 | Envoyé                                    |
| Per Olof von Asp                      | 1795–1799 | Envoyé                                    |
| Göran Ulrik Silfverhielm              | 1801–1802 | Chargé d’affaires                         |
| Göran Ulrik Silfverhielm              | 1802–1802 | Ministerresident                          |
| Gotthard Mauritz von Rehausen         | 1805–1807 | Minister t.f.                             |
| Carl Gustaf Adlerberg                 | 1807–1808 | Envoyé                                    |
| Carl Gustaf von Brinkman              | 1808–1810 | Envoyé                                    |
| Gotthard Mauritz von Rehausen         | 1812–1818 | Envoyé                                    |
| Gustaf Algernon Stierneld             | 1818–1828 | Envoyé                                    |
| Magnus Fredrik Ferdinand Björnstjerna | 1828–1846 | Envoyé                                    |
| Johan Gotthard von Rehausen           | 1847–1854 | Envoyé                                    |
| Christian Adolf Virgin                | 1854–1854 | Minister plénipotentiaire ad interim      |
| Carl Hochschild                       | 1854–1857 | Envoyé                                    |
| Baltzar von Platen                    | 1857–1861 | Envoyé                                    |
| Carl Wachtmeister                     | 1861–1865 | Envoyé                                    |
| Carl Fredrik Lotharius Hochschild     | 1866–1876 | Envoyé                                    |
| Carl Edward Wilhelm Piper             | 1877–1890 | Envoyé                                    |
| Henrik Åkerman                        | 1890–1895 | Envoyé                                    |
| Carl Lewenhaupt                       | 1895–1902 | Envoyé                                    |
| Carl Bildt                            | 1902–1905 | Envoyé                                    |
| Herman Wrangel                        | 1906–1920 | Envoyé                                    |
| Erik Palmstierna                      | 1920–1937 | Envoyé                                    |
| Hans Gustaf Beck-Friis                | 1938–1938 | Chargé d’affaires t.f.                    |
| Björn Prytz                           | 1938–1947 | Envoyé                                    |
| Erik Boheman                          | 1947–1947 | Envoyé                                    |
| Erik Boheman                          | 1948–1948 | Ambassadör                                |
| Gunnar Hägglöf                        | 1948–1967 | Ambassadör                                |
| Leif Belfrage                         | 1967–1972 | Ambassadör                                |
| Ole Jödahl                            | 1972–1976 | Ambassadör                                |
| Olof Rydbeck                          | 1977–1979 | Ambassadör                                |
| Per Lind                              | 1979–1982 | Ambassadör                                |
| Leif Leifland                         | 1982–1991 | Ambassadör                                |
| Lennart Eckerberg                     | 1991–1994 | Ambassadör                                |
| Lars-Åke Nilsson                      | 1995–1996 | Ambassadör                                |
| Mats Bergquist                        | 1997–2004 | Ambassadör                                |
| Staffan Carlsson                      | 2004–2010 | Ambassadör                                |
| Nicola Clase                          | 2010–2016 | Ambassadör                                |
| Torbjörn Sohlström                    | 2016–2021 | Ambassadör                                |
| Mikaela Kumlin Granit                 | 2021–2023 | Ambassadör                                |
| Stefan Gullgren                       | 2023–idag | Ambassadör                                |